# Comité de pétitions et de correspondance
Le Comité de pétitions et de correspondance était
chargé de correspondre avec tous les commissaires délégués par la Convention quelle que soit leur mission. Après la création du Comité de salut public, il se trouva de plus en plus dessaisi de ses attributions au bénéfice de celui-ci. Il lui resta la rédaction d'un bulletin d'information où devaient être présentés "sans aucune réflexion" les évènements et l'activité législative de la Convention.